# Дејна Стерлинг
Жан Франсе (Jeanne Fránçaix) у Јужном крсту) и Комирија Фарина у Макросу, односно Дејна Стерлинг (енгл. Dana Sterling) у Роботеку) су ликови из јапанских научно-фантастичних аниме серија Супердимензионална тврђава Макрос и Супердимензионална коњица: Јужни крст и њихових обрада у облику Роботека.

## Макрос
Комирија је прво дете рођено из везе човека и Зентраеда. Њен отац Максимилијан Џинијус (Макс Стерлинг у Роботеку) је био ас УН свемирских снага (Роботек одбрамбене снаге у Роботеку), а мајка Мирија Фарина (Мирија Парино у Роботеку) је била најбољи Зентраедски пилот.
Комирија је још док је била беба искоришћена као психолошко оружје против Зентраеда, пошто су они клонови и никада раније нису видели децу.

## Јужни крст
Жан Франсе је у 17. години постала командант 15. одреда А Тактичко-оклопног корпуса Јужног Крста под командом Шарла де Етоара (Шон Филипс у Роботеку) на почетку рата са ванземљаском расом Зор (Господари Роботека у Роботеку). Након Шарловог ражаловања због флертовања са кћерком адмирала, Жан је унапређена у команданта 15. корпуса.
Чудна комбинација њене детињасте радозналости комбиноване са њеном природном интелигенцијом су од ње начинили изузетног војника. Жан је катализатор многих акција које се дешавају у рату са ванземљаском расом Зор. Она такође се често супротставља врховном команданту Клоду Леону (Анатолиј Ленард у Роботеку) због лошег третмана заробљених пилота Биороида.
Пореклом са планете Либерти, Жана понекад има тенденцију да прати своје срце и да се понаша неодговорно, изазивајући бес својих претпостављених. Њено често занемаривање наређења и правила ју је константно доводе у кућни притвор, где је често смешта поручник Лана Исавија (Нова Сатори у Роботеку). На срећу, она се увек избори да буде пуштена када је потребно. Жана се заљубила у Зифрита Вајса (Зор у Роботеку) који је као ратни раробљеник придодат 15. корпусу да би му се лакше повратило памћење, али је његова реакција загонетна. Ипак, у одсудној бици против Зора унутар њиховог свемирског брофа, Зифрид је гурнуо Жану у капсулу за спасавање пре него што је разнео свемирски брод и себе на њему.

## Роботек адаптација
Као кћерка Макса и Мирије Стерлинг, Дејна није само прво дете рођено из везе чланова две расе, већ је и такође прво дете које је рођено из материце клона. Она је остала на Земљи док су се Макс и Мирија придружили Роботек Експедиционим снагама на СДФ-3. Дејна је, заједно са својим другом из детињства Боувијем Грантом, међу првим дипломираним официрма Војне Роботек Академије која је основана након Првог Роботек рата. 
Када су Макс и Мирија кренули са Роботек Експедиционим снагама у дипломатску мисију ка планети Господара Роботека, Дејна је остављена са Максовом породицом.
Након инвазије Инвида на Земљу, Дејна је са преживелим припадницима 15. одреда побегла са Земље како би се придружила повратничким Роботек Експедиционим снагама и својим родитељима у свемиру.